# Molch (sous-marin)
Le Molch (triton) est un sous-marin de poche produit en série pour les petites unités de combat de la marine allemande pendant la Seconde Guerre mondiale.  
En raison de son comportement insatisfaisant en mer, le Molch a été déployé tardivement et sans grand succès.  
Entre les mois de juin 1944 et janvier 1945, 363 engins ont été produits puis la production a été arrêtée en faveur du Seehund . 

## Développement et caractéristiques

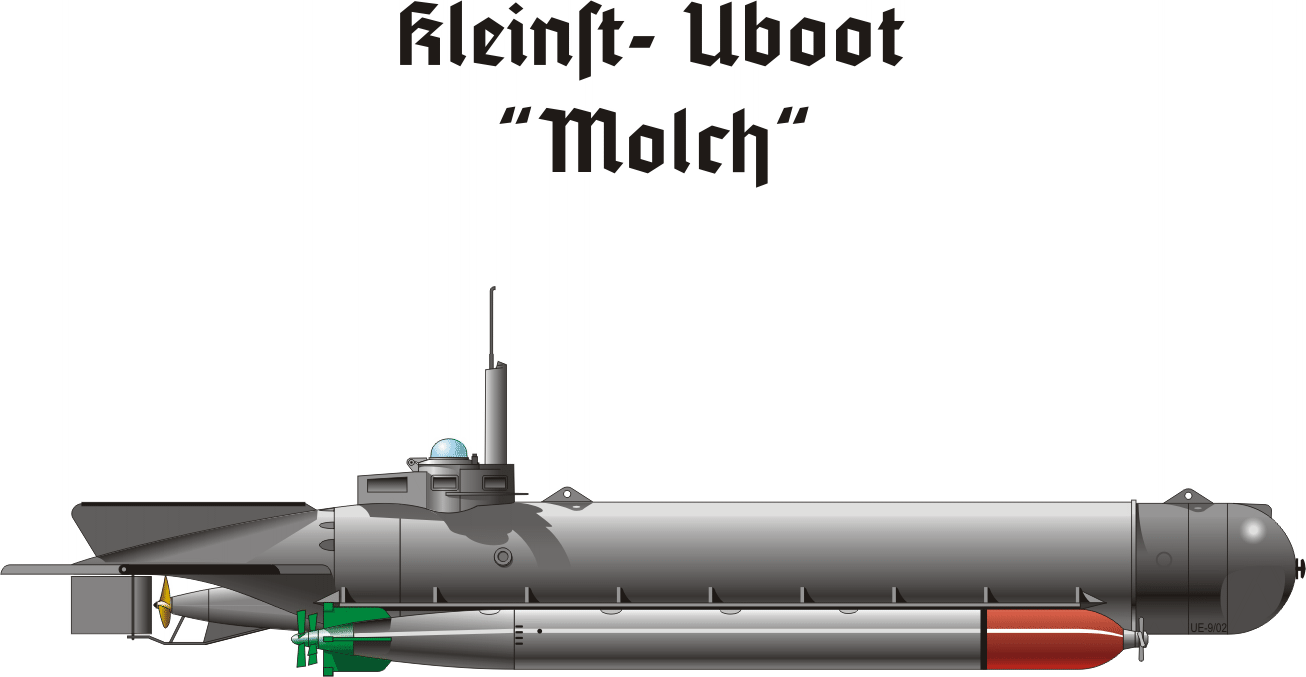
Un Molch équipé d'une torpille d'exercice

Pour le développement du Molch, la principale exigence du commandement naval allemand consistait à utiliser des moteurs électriques facilement disponibles du type SSW-Eto.  
Le premier prototype du Molch a été étudié à l'institut de recherche sur les torpilles Eckernförde et il est présenté le 12 juin 1944.  
Le Molch ressemble à une grosse torpille. À l'arrière se trouve le moteur et le poste de pilotage doté d'un compas, d'un petit kiosque doté d'un dôme en plexiglas et d'un périscope de 1,5 m pouvant pivoter de 30° à gauche et à droite. Les commandes comprenaient l'interrupteur du moteur électrique, la commande des deux vitesse "en avant modéré" et "en avant toute" (il n'y avait pas de marche arrière), une barre pour le contrôle latéral et un manche d'aéronef pour le contrôle de la profondeur et les vannes des différents ballasts permettant d'assurer la flottabilité. Un peu plus à l'avant se trouve le compartiment ds batteries et bouteilles d'air comprimée. À l'avant un grand ballast rempli d'eau pour compenser le poids concentré à l'arrière.  
L'épaisseur de la coque externe de 3 mm permettait d'atteindre une profondeur théorique de 40 m mais les essais en mer ont montré que l'on pouvait facilement plonger à 60-70 mètres de profondeur.  
Son armement principal consistait en deux torpilles du modèle courant G7e de 53,3 cm de diamètre montées dans des garde-corps de chaque côté de la coque. Le déclenchement des torpilles était effectué au moyen de repose-pieds.  
Les essais en mer ont montré très rapidement que le Molch était extrêmement vulnérable en raison de la difficulté à maintenir l'assiette pour rester submergé à la profondeur périscopique. Le pilote était constamment occupé à équilibrer le bateau.  
L'OKM l'a donc classé non pas comme une arme de front, mais comme un navire école même si en pratique il a été envoyé au combat.        

## Déploiement
Le 19 septembre 1944 la 1re flottille de Molch (K-flottille 411) avec 60 exemplaires est déployée à Sanremo (Italie) pour attaquer les navires alliés du débarquement de Provence entre Nice et Menton. Une attaque les 25 et 26 septembre 1944 se solde par la perte de 10 des 12 Molch sans infliger de perte.  
La 2e flottille de Molch (K-Flotille 412) a été transférée aux Pays-Bas en décembre 1944. Là, la plupart des sous-marins ont été perdus notamment 8 le 22 février 1945 et 16 les 13 et 14 mars 1945.  
La 3e flottille de Molch (K-Flotille 413) était également destinée aux Pays-Bas, mais n'a pas été engagée au combat.  
La 4e flottille de Molch (K-Flottille 415)  a été stationné en Norvège et au Danemark, mais n'a également pas connu le combat. 
Souvent utilisé avec le Biber, il n'est pas possible d'avoir un bilan distinct mais pour les deux le bilan est mauvais : de janvier à mai 1945, les Allemands ont déploré la perte de 70 sous-mains en 102 sorties pour 491 tonneaux de jauge brut coulés (7 embarcations) et 15 516 endommagés (2 navires). 

## Sources
- Harald Fock: Marine-Kleinkampfmittel. Bemannte Torpedos, Klein-U-Boote, Kleine Schnellboote, Sprengboote gestern – heute – morgen. Nikol, Hamburg 1996,  (ISBN 3-930656-34-5), pages 62–63.
- Helgason, Guðmundur. "Molch (Salamander)". German U-boats of WWII - uboat.net : https://uboat.net/types/molch.htm.
- Prenatt, Jamie & Stille, Mark (2014). Axis Midget Submarines: 1939–45. Oxford, UK: Osprey Publishing.  (ISBN 978-1-4728-0122-7).